# Erechthias calypta
Erechthias calypta är en fjärilsart som beskrevs av Edward Meyrick 1911. Erechthias calypta ingår i släktet Erechthias och familjen äkta malar.
Artens utbredningsområde är Seychellerna. Inga underarter finns listade i Catalogue of Life.